# Хаймштеттен (футбольный клуб)
Хаймштеттен — немецкий футбольный клуб базирующийся в Кирхайме

## История
Клуб был основан в 1967 году и помимо футбольной команды имеет отделения по баскетболу, гимнастике, дзюдо, настольному теннису, большому теннису и волейболу.
Футболисты играли в соревнованиях очень низкого уровня, пока не выиграли повышение в Бецирксслигу (VII) в 1993 году и в Безирксоберлигу Обербаерн (VI) в 1998 году. Клуб продолжил свой устойчивый рост, перейдя в Ландеслигу Бавария-Юг (V) в 2003 году. за которым последовал переход в Оберлигу Бавария (IV) в 2006 году, где они играли до 2008 года, когда заняли 17-е место и вылетели из лиги
После очередного титула в Ландеслиге в 2010 году клуб снова перешел в Баварскую Оберлигу. В конце сезона 2011—2012 клубу удалось пройти квалификацию в раунд повышения в новую региональную лигу «Бавария», заняв самое низкое место в секции стыковых матчей за повышение, и вышел во второй раунд после победы над ФК Ландшут в серии пенальти. В следующем раунде клубу удалось победить Вюрцбургер по голам на выезде и, таким образом, выйти в новую Региональную лигу, единственная из повышившихся команда Баварии, которая не закончила сезон понижением. В 2013 году клуб занял выдающееся пятое место в новой лиге, но весь следующий сезон боролся с тем что бы не вылететь, в конечном итоге заняв 14-е место и продержавшись в лиге еще один сезон. В сезоне 2014-15 клуб финишировал пятнадцатым и должен был пройти в стыковые матчи на понижение против занявшего второе место в Оберлиге Баварии. Клуб проиграл «Амбергу» и вылетел в низшую лигу. Клуб вернулся в региональную лигу в 2018 году.
Клуб является членом Канадской академии немецкого футбола, расположенной в Хаймштеттене. У него также был вратарь резервной команды Нгемба Эванс Оби, вызванный в национальную сборную Нигерии в 2008 году. В сезоне 2018-19 клуб занял 16 место и в стыковых матчах за сохранение прописки в региональной лиге успешно выиграл тем самым оставшись в Региональной лиге

## Сезоны клуба
- 1967-1993 — ?
- 1993-1998 — Бециркслига Обербаерн-Восток (7 уровень)
- 1998-2003 — Бецирксоберлига Обербаерн (6 уровень)
- 2003-2006 — Ландеслига Бавария-Юг (5 уровень)
- 2006-2008 — Оберлига Бавария (4 уровень)
- 2008-2010 — Ландеслига Бавария-Юг (6 уровень)
- 2010-2012 — Оберлига Бавария (5 уровень)
- 2012-2015 — Региональная лига Бавария (4 уровень)
- 2015-2018 — Баварская футбольная лига (5 уровень)
- 2018-2023 — Региональная лига Бавария (4 уровень)
- с сезона 2023-24 — Баварская футбольная лига (5 уровень)

## Достижения
- Баварская футбольная лига (5 уровень)
  - Чемпионы: 2018
- Ландеслига Бавария-Юг (5 и 6 уровень)
  - Чемпионы (2): 2006, 2010
- Бецирксоберлига Обербаерн (6 уровень)
  - Чемпионы: 2003
- Бециркслига Обербаерн-Восток (7 уровень)
  - Чемпионы: 1998
  - Вице-чемпионы: 1997